# Mount Wood (Yukon)
Der Mount Wood ist ein 4842 m hoher Berg der Eliaskette im Yukon-Territorium in Kanada. Der Berg wurde 1900 von dem Landvermesser J. J. McArthur nach Major Zachary Taylor Wood benannt, Mitglied der Northwest Mounted Police in Dawson im Jahr 1900.
Der Berg befindet sich an der Nordgrenze des Kluane-Nationalparks und ist der siebthöchste Berg Kanadas. Der Mount Wood befindet sich knapp 19 km nordnordwestlich des Mount Steele. Der Mount-Wood-Gletscher strömt von der Ostflanke nach Norden zum Klutlan-Gletscher.

## Besteigungsgeschichte
Die Erstbesteigung des Gipfels gelang 1941 Walter Wood, Anderson Blakewell und Albert Jackman.